# Aníbal Domeneghini
Eduardo Aníbal Domeneghini (15 de marzo de 1985) es un exfutbolista argentino. Jugaba de volante y a veces de delantero.

## Carrera
Domeneghini inició su carrera en las divisiones inferiores de San Lorenzo de Almagro, donde además permaneció una temporada en el primer equipo.
Posteriormente emigró a Paraguay, donde fichó por el Olimpia, club donde no logró tener muchar continuidad. Regresó a Argentina para jugar por el club Comunicaciones.
A inicios de 2008 firmó por Unión San Felipe, donde se convirtió en el segundo goleador de la Primera B con 9 tantos. Su buena campaña en el equipo sanfelipeño, despertó el interés de la Unión Española de la Primera División, club que fichó al jugador a mediados de año, quién firmó un contrato por 4 años.
Para agosto de 2009, Domeneghini pidió al entrenador Luis Hernán Carvallo el ser enviado a préstamo, para tener más regularidad que en el cuadro hispano, situación que fue aprobada y se le ofreció una amplia gama de opciones, las cuales fueron desechadas por Domeneghini en su oportunidad. Posteriormente se embarcó rumbo a Argentina para buscar club. El club le solicitó tener todo claro dos días antes del cierre de pases del fútbol chileno, debido a su situación de extranjero y el cupo que copaba por dicha condición. Sin embargo, el plazo se acabó y Aníbal Domeneghini no apareció en los entrenamientos. Por esta situación, Unión Española no pudo fichar al goleador de torneo uruguayo Liber Quiñones, el cual arregló su traspaso al club de colonia para enero de 2010. Finalmente, Domeneghini retornó al club el 8 de octubre para ponerse a disposición del nuevo entrenador, José Luis Sierra, declarando que su ausencia se debió a problemas de carácter personal y familiar. Llega a Deportes Concepción como refuerzo para el segundo semestre de 2011 con el objetivo de cumplir el ascenso con el cuadro lila. En la temporada del 2012 Eduardo Aníbal Domeneghini jugará en el Unión Magdalena: equipo de la 2ª división colombiana". Para el 2013, el argentino recala en Deportes La Serena, equipo que descendió en 2012 a Primera B del fútbol chileno. Es uno de los refuerzos para lograr el ascenso del equipo, sin embargo por motivos disciplinarios deja el club a fines de diciembre de 2015, recalando sobre la misma en Deportes Puerto Montt, cuadro que igual va por el ascenso de categoría.
El 5 de agosto de 2016 ficha por el club Universitario de Sucre de la Primera División de Bolivia.

## Clubes
| Club                   | País      | Año       |
| ---------------------- | --------- | --------- |
| San Lorenzo            | Argentina | 2005      |
| Olimpia                | Paraguay  | 2006-2007 |
| Comunicaciones         | Argentina | 2007      |
| Unión San Felipe       | Chile     | 2008      |
| Unión Española         | Chile     | 2008-2009 |
| Cobreloa               | Chile     | 2010      |
| Deportes Concepción    | Chile     | 2011      |
| Unión Magdalena        | Colombia  | 2012      |
| Los Andes              | Argentina | 2012      |
| Deportes La Serena     | Chile     | 2013-2015 |
| Deportes Puerto Montt  | Chile     | 2016      |
| Universitario de Sucre | Bolivia   | 2016-2017 |
| Deportes Vallenar      | Chile     | 2018      |
| Maronese               | Argentina | 2021-2022 |